# 美好事物
《美好事物》（英語：Beautiful Thing）是一部1996年英国的同性戀主題電影，导演是希提·麦克唐纳。剧本是根据乔纳森·哈维原来的话剧由他本人改编的。故事敘述两个普通男孩间的初恋故事，十分真实自然。影片朦胧而真挚的感情，打动了许多观众。最初，该剧本是为英国4频道电视台创作的，但由于极高的收视率，很快便被新力影業搬上了荧幕。电影完全使用凯丝·艾略特的音乐配乐，这对整部电影的气氛起了非常强的作用。

## 剧情
故事发生在伦敦东南部的泰晤士米德，一个第二次世界大战后建造的劳工阶层居民区。电影也是在这里拍摄的。
少年杰米（格倫·貝里饰）是和他的单身母亲桑德拉（琳达·亨利饰）生活在一起。他爱上了他的同学斯蒂。他的母亲想要自己开一家酒吧，而且她的情人也不断地更换。她最近的情人是一个新嬉皮士托尼（本·丹尼尔斯饰）。桑德拉和邻居利亚总是过不去。利亚是一个喜欢时髦但是没有礼貌的人，她被学校开除，吸毒，不断地听了唱凯丝·艾略特的歌。虽然杰米隐瞒他的同性恋，但是由于他内向，不喜欢足球，因此成为同学欺负的对象。
斯蒂（斯科特·尼爾饰）和他贩卖毒品的哥哥和酗酒打人的爸爸就住在杰米的隔壁。有一天晚上他被哥哥恶打后桑德拉可怜他让他在自己家过夜。由于他们家里没有多余的床，因此他和杰米用一个床，两人各朝另一边睡。但是第二天晚上他们在交谈和按摩后就睡到一起了，杰米第一次吻了斯蒂。
第二天早上斯蒂陷入惊慌，他在杰米醒来之前就离开了并在此后几天里始终躲避他。杰米鼓起勇气在一个杂志店里偷了一份《男士风尚》杂志。他显然开始接受自己的性选择和他对斯蒂的感情了。最后杰米在一个附近的舞会上找到斯蒂并和他谈。他们两个正要一起离开桑德拉来到并指责利亚传布谣言。利亚则威胁把斯蒂和杰米的事情抖落出来并承认在斯蒂的哥哥和父亲前掩护了斯蒂。斯蒂非常生气，他拒绝了杰米跑开。
渐渐地斯蒂接受了杰米的爱，他们的关系开始逐渐发展，他们一起去同志酒吧。桑德拉跟踪他们发现了他们的秘密。利亚吸毒导致桑德拉和托尼分手。桑德拉的新工作被透露，她和斯蒂、杰米谈话，最后开始接受他们的关系。
电影结束时两个男孩儿在居民区的广场上随着凯丝·艾略特的缓慢跳舞。桑德拉则在他们身边守卫着和利亚跳舞。周边看的人有些显示震惊，有些则高兴。

## 评价
在美国《娱乐周刊》（Entertainment Weekly）评选出的90年代十大同性恋电影中，《美好事物》被排在榜首。
这部电影普遍受到好评，至2010年10月2日为止评论综合网站爛番茄评价90%的评论是赞扬的。

## 家庭媒体
这部电影没有全球性地发行，在英国它2001年和2007年作为被发行。

## 音乐
1996年10月15日发行了一张电影里使用的音乐的唱片。